# صانع السلام (أنمي)
صانع السلام (باليابانية: PEACE MAKER鐵، بالروماجي:  Pīsu Meikā Kurogane) مسلسل أنمي ياباني من إنتاج إستديو جونزو عرض لأول مرة في 7 أكتوبر 2003 واستمر عرضه حتى 24 مارس 2004 . تمت دبلجة المسلسل للغة العربية بواسطة مركز الزهرة وعرض على قناة سبيس باور.

## القصة
تيتسونوسكى ايتشميورا (تيتسو) كان منزعج دائما بشأن قوامه القصير. بعد أن رأى والديه يقتلوا امام عينيه من قبل يوشيدا، يقسم بكل قلبه أن يصبح اقوى بما فيه الكفاية للانتقام لهم. الآن 1864، السنة الأولى لجينجى. تيتسو الآن لديه 15 سنة، يتوجّه إلى مقر تشينسانجومى مع أخيه الأكبر سنا.تيتسو يدرك ما عليه، لكى يلتحق بهذا الجيش، ويجب أن يصبح نينجا قويا ويعتمد على نفسه وأيضا تيتسو يحب أن يبدو قويا أمام أخيه الأكبر الذي دائما ما يرى أنه لا يزال فتى صغير

## الممثلون
- آمنة عمر - تيتسو
- مروان فرحات - تاتسو، راواساكي، يوشيدا
- رأفت بازو - دوجي، أروسكي
- عادل أبو حسون - إيمارو، المدرب، هيوي
- محمد خير أبو حسون - كاوادا، سايت
- هزار الحرك - كاكي، سيسار
- منصور السلطي - جاكي
- مجد ظاظا - أيو، ياكو، هانا، المضيفة

## طاقم العمل

### النسخة العربية
- الإعداد: أيهم نوم، منصور أحمد مقدار
- المراجعة: د.شفيق بيطار، عماد عكر
- التدقيق اللغوي: رمضان أيوب
- الترجمة: نوار الحمصي
- الصوت: إيهاب حداقي
- المكساج: نديم سليمان
- المونتاج: سامر أبو حمد
- التترات: محمد القزة
- كلمات الشارة: رشا رزق
- غناء: خالد عمران
- تنفيذ موسيقا الشارة: إبراهيم سليماني
- تسجيل الشارة: سامر أبو عسلي
- المتابعة المالية: محمد حسان مهنا، عبد القادر نبهان
- إدارة الإنتاج: رضوان حجازي
- إنتاج وتوزيع: Cartoon Star (ماهر الحاج ويس)
- تنفيذ الدوبلاج: مركز الزهرة
- الإشراف الفني: لويس أبو عسلي
- © 2003‎ C-M/ST All Rights Reserved

## روابط خارجية
- Official Madman Peace Maker anime website
- صانع السلام على موقع ANN manga (الإنجليزية)